# Poissonova enačba
Poissonova enáčba [poasónova ~] (imenovana tudi enačba teorije potenciala) je v matematiki parcialna diferencialna enačba 2. reda
{\displaystyle \nabla ^{2}\phi ({\vec {\mathbf {r} }})\equiv \nabla \cdot (\nabla \phi ({\vec {\mathbf {r} }}))=\rho ({\vec {\mathbf {r} }})\!\,,}
kjer je {\displaystyle \nabla ^{2}} Laplaceov operator, φ skalarno polje in ρ, velikokrat imenovana izvorna funkcija, poljubna dana funkcija kraja v podmnožici D množice {\displaystyle \mathbb {R} ^{n}} (mnogoterosti).
Če je funkcija točke ρ = 0, dobimo Laplaceovo enačbo:
{\displaystyle \nabla ^{2}\phi =0\!\,.}
Poissonova enačba se zapisuje tudi v obliki:
{\displaystyle \Delta \phi ({\vec {\mathbf {r} }})=\rho ({\vec {\mathbf {r} }})\!\,,}
običajno kadar mnogoterost ni evklidski prostor.

## Značilnosti
Poissonova enačba je linearna in zanjo velja načelo superpozicije: za {\displaystyle \nabla ^{2}\phi _{1}=\rho _{1}} in {\displaystyle \nabla ^{2}\phi _{2}=\rho _{2}} sledi {\displaystyle \nabla ^{2}(\phi _{1}+\phi _{2})=\rho _{1}+\rho _{2}}. To dejstvo pomaga pri konstrukciji rešitev Poissonove enačbe iz osnovnih rešitev ali Greenovih funkcij, kjer je izvorna porazdelitev Diracova porazdelitvena funkcija.
V trirazsežnih kartezičnih koordinatah ima obliko:
{\displaystyle \left({\frac {\partial ^{2}}{\partial x^{2}}}+{\frac {\partial ^{2}}{\partial y^{2}}}+{\frac {\partial ^{2}}{\partial z^{2}}}\right)\phi (x,y,z)=\rho (x,y,z)\!\,.}
Leta 1812 je Siméon-Denis Poisson odkril, da Laplaceova enačba velja samo zunaj telesa. Strogi dokaz za mase s spremenljivo gostoto pa je podal šele Carl Friedrich Gauss leta 1839. Poisson je prvič objavil svojo enačbo leta 1813 v Bulletin de in société philomatique. Obe enačbi imata ekvivalenta v vektorski algebri. 
Enačba se veliko uporablja v elektrostatiki, strojništvu ali v teoretični fiziki.
Rešitev φ za dano funkcijo f je pomemben praktični problem, saj na ta način običajno dobimo električni potencial Ψ za dano porazdelitev električnega naboja ρe:
{\displaystyle \nabla ^{2}\Psi ={\rho _{e} \over \varepsilon \varepsilon _{0}}\!\,.}
Za numerične rešitve enačbe obstaja več metod. Ena od njih, s pomočjo iteracijskega algoritma je relaksacijska metoda.
Raziskovanje skalarnega polja φ iz dane divergence ρ(x, y, z) njegovega gradienta vede na Poissonovo enačbo v 3-razsežnem prostoru:
{\displaystyle \nabla ^{2}\phi =\rho (x,y,z)\!\,.}
To je pomemben primer za n = 3. Tu je D cela v {\displaystyle {\vec {\mathbb {R} }}^{3}}. Ko se točka oddalji v neskončnost ({\displaystyle \vert {\vec {\mathbf {r} }}\vert \to \infty }) je {\displaystyle \phi ({\vec {\mathbf {r} }})\to 0}. Splošna rešitev je Newtonov potencial:
{\displaystyle \phi ({\vec {\mathbf {r} }})=-{\frac {1}{4\pi }}\int _{\mathbb {R} ^{3}}{\frac {\rho ({\vec {\mathbf {r'} }})}{\vert {\vec {\mathbf {r} }}-{\vec {\mathbf {r'} }}\vert }}\mathrm {d} ^{3}{\vec {\mathbf {r'} }}\!\,}

## Zgledi
V tekočini porazdelitev naboja ni znana in je potrebno uporabiti Poisson-Boltzmannovo enačbo, ki pa se v večini primerov ne da rešiti analitično, ampak samo za določene primere.
Laplaceova in Poissonova enačba sta najpreprostejša primera eliptičnih parcialnih diferencialnih enačb.

## Newtonska gravitacija
V primeru gravitacijskega polja g zaradi privlačne sile masivnega telesa z gostoto ρ lahko za ustrezno Poissonovo enačbo za gravitacijo uporabimo Gaussov gravitacijski zakon v diferencialni obliki:
{\displaystyle \nabla \cdot {\vec {\mathbf {g} }}=-4\pi \kappa \rho \!\,.}
Ker je gravitacijsko polje konservativno, ga lahko izrazimo s skalarnim potencialom Φ (gradient skalarnega potenciala - gravitacijski potencial):
{\displaystyle {\vec {\mathbf {g} }}=-\nabla \Phi \!\,.}
Če vstavimo v Gaussov gravitacijski zakon:
{\displaystyle \nabla \cdot (-\nabla \Phi )=-4\pi \kappa \rho \!\,,}
dobimo Poissonovo enačbo za gravitacijo:
{\displaystyle {\nabla }^{2}\Phi =4\pi \kappa \rho \!\,.}
Če polje φ ni skalarno, velja Poissonova enačba, kot je to lahko v 4-razsežnem prostoru Minkowskega:
{\displaystyle \square ^{2}\phi _{\mu \nu }=\rho (ct,x,y,z)\!\,.}
Takšne probleme rešuje splošna teorija relativnosti, ki gravitacijsko polje obravnava z značilnostmi prostor-časa.

## Elektrostatika
Eden od temeljev elektrostatike so problemi in njihove rešitve, ki jih opisuje Poissonova enačba. Iskanje φ za dano ρ je pomemben praktični problem, saj na ta način običajno poiščemo električni potencial za dano porazdelitev naboja.
Po Gaussovem zakonu o električnem pretoku imamo:
{\displaystyle \nabla \cdot {\vec {\mathbf {D} }}=\rho _{e}\!\,,}
kjer je:
{\displaystyle \mathbf {\nabla } \cdot \,} operator divergence nabla,
{\displaystyle {\vec {\mathbf {D} }}\,} gostota električnega polja,
{\displaystyle \rho _{e}\,} gostota prostega naboja, (ki opisuje delež naboja od zunaj).
Če privzamemmo da je snov linearna, izotropna in homogena, velja:
{\displaystyle {\vec {\mathbf {D} }}=\varepsilon {\vec {\mathbf {E} }}\!\,,}
kjer je:
{\displaystyle \varepsilon \,} dielektričnost snovi,
{\displaystyle {\vec {\mathbf {E} }}\,} jakost električnega polja.
Z zamenjavo in deljenjem imamo:
{\displaystyle \nabla \cdot {\vec {\mathbf {E} }}={\frac {\rho }{\varepsilon }}\!\,.}
V odstotnosti spremenljivega magnetnega polja {\displaystyle {\vec {\mathbf {B} }}} Faradayjev indukcijski zakon da:
{\displaystyle \nabla \times {\vec {\mathbf {E} }}=-{\dfrac {\partial {\vec {\mathbf {B} }}}{\partial t}}=0\!\,,}
pri čemer je:
{\displaystyle \nabla \times \,} operator rotorja,
{\displaystyle t\,} čas.
Ker je rotor jakosti električnega polja enak 0, ga določa skalarno električno potencialno polje {\displaystyle \varphi } (glej Helmholtzova dekompozicija).
{\displaystyle {\vec {\mathbf {E} }}=-\nabla \phi \!\,.}
Z zamenjavo izločimo {\displaystyle {\vec {\mathbf {E} }}} in dobimo obliko Poissonove enačbe:
{\displaystyle \nabla \cdot \nabla \phi ={\nabla }^{2}\phi =-{\frac {\rho }{\varepsilon }}\!\,.}
Pri reševanju Poissonove enačbe za potencial moramo poznati porazdelitev gostote naboja. Če je gostota naboja enaka 0, sledi Laplaceova enačba. Če za gostoto naboja velja Boltzmannova porazdelitev, sledi Poisson-Boltzmannova enačba. Slednja igra vlogo pri razvoju Debye-Hücklova teorije razredčenih elektrolitskih raztopin.
Čeprav je zgoraj privzeto, da se magnetno polje ne spreminja s časom, dobimo enako Poissonovo enačbo, če je s časom spremenljivo, vse dokler uporabljamo Coulombovo umeritev. V tako široki sliki računanje {\displaystyle \phi } ni več dovolj za izračun {\displaystyle {\vec {\mathbf {E} }}}, saj je jakost električnega polja odvisna tudi od magnetnega vektorskega potenciala, ki ga je treba izračunati posebej.

### Potencial normalno porazdeljene gostote naboja
Če je gostota naboja {\displaystyle \rho (r)} normalno porazdezdeljena sferno in simetrično
{\displaystyle \rho (r)={\frac {Q}{\sigma ^{3}{\sqrt {2\pi }}^{3}}}\,e^{-r^{2}/(2\sigma ^{2})}\!\,,}
kjer je Q celotni naboj, je rešitev Poissonove enačbe φ (r):
{\displaystyle {\nabla }^{2}\phi =-{\frac {\rho }{\varepsilon }}\!\,}
dana z:
{\displaystyle \phi (r)={\frac {1}{4\pi \varepsilon }}{\frac {Q}{r}}\,{\mbox{erf}}\left({\frac {r}{{\sqrt {2}}\sigma }}\right)\!\,,}
kjer je erf(x) funkcija napake. To rešitev lahko preverimo eksplicitno s pazljivim ročnim izračunavanjem {\displaystyle {\nabla }^{2}\phi }. Pri tem se za r, veliko večji od σ, vrednost erf(x) približuje enoti, vrednost potenciala φ (r) pa točkasto nabitemu potencialu {\displaystyle {\frac {1}{4\pi \varepsilon _{0}}}{\frac {Q}{r}}}, kot bi pričakovali. Poleg tega se vrednost funkcije napake približuje 1 zelo hitro, če se ji povečuje argument. Praktično je za r > 3σ relativna napaka manjša od 1/1000.